# 8931 Hirokimatsuo
8931 Hirokimatsuo eller 1997 AC4 är en asteroid i huvudbältet som upptäcktes den 6 januari 1997 av den japanska astronomen Takao Kobayashi vid Ōizumi-observatoriet. Den är uppkallad efter Hiroki Matsuo.
Den tillhör asteroidgruppen Nysa.